# Albenried
Albenried ist ein Gemeindeteil des Marktes Neukirchen-Balbini im Landkreis Schwandorf des Regierungsbezirks Oberpfalz im Freistaat Bayern.

## Geografie
Albenried liegt 3,5 Kilometer westlich von Neukirchen-Balbini, 3 Kilometer südwestlich von der Staatsstraße 2040 und 2,5 Kilometer nordwestlich der Staatsstraße 2150. Südöstlich von Albenried erhebt sich die 490 Meter hohe Albenrieder Höhe.

## Geschichte
Albenried (auch: Albenruth, Alberinruth, Albernriut, Albernrieth) wurde 1249 im Konsensbrief von Papst Innozenz IV. erstmals schriftlich erwähnt. In diesem Dokument wurden dem Kloster Walderbach Rechte und Besitzungen in Albenried bestätigt. Im Herzogsurbar von 1285 wurde Albenried mit Naturalzins erwähnt.
Neunburg wurde zu Beginn des 16. Jahrhunderts in ein Inneres und ein Äußeres Gericht unterteilt. Das Innere Gericht umfasste den Ostteil des Gebietes und das Äußere den Westteil. Die Grenze zwischen beiden verlief von Norden nach Süden: Die Ortschaften Oberauerbach, Fuhrn und Taxöldern gehörten zum Äußeren Amt, während Grasdorf, Luigendorf und Pingarten zum Inneren Amt gehörten. Albenried gehörte zum Inneren Amt.
1762 hatte Albenried 2 Anwesen, 2 Eigentümer, 1 Inwohner und 3 Herdstätten. 1783 wurde Albenried als Einöde erwähnt. Gegen Ende des 18. Jahrhunderts gehörte ein Anwesen in Albenried zum walderbachischen Stift Fuhrn. 1808 hatte Albenried 2 Anwesen. Die Eigentümer hießen Forster und Kirschner.
1808 wurde die Verordnung über das allgemeine Steuerprovisorium erlassen. Mit ihr wurde das Steuerwesen in Bayern neu geordnet und es wurden Steuerdistrikte gebildet. Dabei kam Albenried zum Steuerdistrikt Egelsried. Der Steuerdistrikt Egelsried bestand aus den Ortschaften Egelsried mit 12 Anwesen, Albenried mit 2 Anwesen, Stocksried mit 2 Anwesen, Pechmühle und Ziegelhütte.
1820 wurden im Landgericht Neunburg vorm Wald Ruralgemeinden gebildet. Dabei kam Albenried zur Ruralgemeinde Egelsried. Zur Ruralgemeinde Egelsried gehörten die Dörfer Egelsried mit 12 Familien, Jagenried mit 8 Familien, der Weiler Albenried mit 2 Familien und die Einöden Oberstocksried und Unterstocksried jeweils mit 1 Familie.
Im Zuge der Gebietsreform in Bayern wurde 1972 die Gemeinde Egelsried aufgelöst und nach Neukirchen-Balbini eingemeindet.
Albenried gehört zur Pfarrei Penting. 1997 hatte Albenried 10 Katholiken.

## Einwohnerentwicklung ab 1809
| Jahr | Einwohner  | Gebäude |
| ---- | ---------- | ------- |
| 1809 | 17         | k. A.   |
| 1820 | 2 Familien | k. A.   |
| 1838 | 25         | 3       |
| 1861 | 22         | 6       |
| 1871 | 14         | 7       |
| 1885 | 10         | 2       |
| 1900 | 13         | 2       |

| Jahr | Einwohner | Gebäude |
| ---- | --------- | ------- |
| 1913 | 15        | 2       |
| 1925 | 6         | 2       |
| 1950 | 15        | 1       |
| 1961 | 8         | 1       |
| 1970 | 9         | k. A.   |
| 1987 | 11        | 2       |
| 2011 | 9         | k. A.   |

## Tourismus
Östlich von Albenried führen der Goldsteig, der Oberpfalzweg und der Oberpfälzer Seenland-Radweg vorbei.